# Operational Level Agreement
Der Begriff Operational Level Agreement (OLA) bezeichnet eine Vereinbarung, die üblicherweise innerhalb einer Organisation zwischen unterschiedlichen Organisationseinheiten getroffen wird und der Absicherung eines übergeordneten Service-Level-Agreements (SLA) der Organisation gegenüber einem Dritten dient. Somit ist das OLA im Gegensatz zum SLA eine organisationsinterne, nicht vertragliche Vereinbarung zur Absicherung der höherwertigen Vereinbarung. Beide Dokumenttypen verwenden jedoch in der Regel identische Strukturen und enthalten vergleichbare konkrete Details zu Absprachen über die Erbringung von definierten Services (IT- oder TK-Leistungen). 

## Geschichte und Kontext
Historisch sind OLA zuerst für IT-Dienstleistungen entstanden; inzwischen werden OLA auch für andere Arten von Dienstleistungen verwendet. In Deutschland und der Schweiz ist der Begriff OLA besonders durch die früheren ITIL-Versionen bekannt geworden.
OLAs sind ein wesentlicher Bestandteil des Service-Level-Management (SLM). Im Rahmen des Service-Level-Management-Prozesses werden OLAs immer wieder überarbeitet und an geänderte SLAs sowie an geänderte technische Randbedingungen angepasst, oder auch mit Hinblick auf die bislang in der Praxis erzielte Servicequalität weiterentwickelt.

## Begriffsabgrenzung
Weil ein OLA eine unternehmens- bzw. konzerninterne Vereinbarung ist, entspricht ein OLA in der Regel keinem Vertrag im juristischen Sinne, sondern einer Dienstleistungsvereinbarung. Der OLA spezifiziert Liefer- und Leistungsbeziehungen zwischen den beiden Parteien. 

## Beispiel
- Ein  Service Level Agreement (SLA) stellt eine hohe Verfügbarkeit einer Webanwendung gegenüber einem  Kunden sicher.
- Damit diese Vereinbarung auch beim Auftreten von technischen Störungen eingehalten werden kann, schließt die gegenüber dem Kunden garantierende Stelle, z. B. die Service-Abteilung, ein OLA mit einem internen Dienstleister, z. B. der Technischen Abteilung, damit innerhalb eines definierten Zeitraumes nach einer Störungsmeldung ein Techniker eingesetzt und die Störung behoben wird.
- Die Erfüllung dieser internen Vereinbarung wird unternehmensintern durch geeignete  Führungsmaßnahmen sichergestellt.

## Weitere Hinweise
Ein OLA kann – wie auch ein SLA – wiederum durch einen Underpinning Contract (UC) abgesichert werden, wobei ein externer Dienstleister (beispielsweise der Hersteller oder Wartungseigner einer Anlage) unter bestimmten Konditionen zur Unterstützung bei der Erfüllung der Vereinbarung vertraglich hinzugezogen wird. Ein solcher UC ist für den Fall erforderlich, dass die eigenen Ressourcen des internen Dienstleisters nicht in allen Fällen zur Absicherung der garantierten Leistungen ausreichen.